# Breather
Breather är ett svenskt rock/popband från Umeå och Skellefteå.
Redan innan Breather fick skivkontrakt hade de nått ett visst rykte genom att få demoskivor spelade i Sveriges Radio P3:s program P3 Demo under 1998 och 1999. Våren 2000 fick gruppen ett färdigt skivkontrakt med skivbolaget A West Side Fabrication och den första singeln Things I Do. Den och de efterföljande singlarna Wish och Sunday Monday Tuesday blev spelade ofta i P3. 2001 släpptes också debutalbumet One in a Million. Under sommaren 2001 turnerade bandet och besökte bland annat Hultsfredsfestivalen.

## Medlemmar
- Peter Wiklund
- Gerhard Stenlund
- Jörgen Lindmark
- Jonas Lindberg

## Diskografi

### Album
- 2001–04–09 – One in a Million
- 2009–06–09 – A/B Long Time No Sound

### Singlar
- 2000–06–13 – Things I Do
- 2001–01–15 – Wish
- 2001–05–14 – Sunday, Monday, Tuesday
- 2002–02–07 – Home
- 2002–08–01 – Letting You Know

### Samlingsalbum
- 2010–11–12 – Come Together - A West Side Plays Covers

http://itunes.apple.com/se/album/a-west-side-fabrication-play/id398558708